# En som deg
Pour plus de détails, voir Fiche technique et Distribution.
En som tag ou Kaksi tarinaa rakkaudesta est un film norvégien et finlandais écrit par Eirik Svensson et Jyrki Väisänen et réalisé par Eirik Svensson, sorti en 2012.
Le film a été nommé pour deux Jussis.

## Synopsis
Une femme finlandaise tombe amoureuse d'un homme norvégien, lors d'un voyage en Turquie avec des copines. De nouveau en voyage, cette fois-ci en Finlande, elle rencontre à nouveau l'homme qu'elle avait rencontré en Turquie. Cependant ce dernier ne semble pas la reconnaître.

## Fiche technique
- Titre en norvégien : En som deg
- Titre en finnois : Kaksi tarinaa rakkaudesta
- Titre en suédois : Det måste ha varit kärlek
- Titre international : Must Have Been Love
- Réalisation : Eirik Svensson
- Scénario : Eirik Svensson et Jyrki Väisänen
- Montage : Karsten Meinich
- Sociétés de production : 4 1/2 Fiksjon, 4 1/2 Film et Kinotar
- Pays d'origine :  Norvège et  Finlande
- Langue : finnois, norvégien et anglais
- Genre : Film dramatique et romantique
- Durée : 85 minutes
- Dates de sortie[3] :
  -  Finlande : 19 octobre 2012
  -  Suède (Festival international du film de Göteborg) : 28 janvier 2013
  -  Norvège : 1er février 2013
  -  États-Unis (Cinequest Film Festival) : 5 mars 2013
  -  Royaume-Uni (Festival du film de Londres) : 17 octobre 2013

## Distribution
- Pamela Tola : Kaisa[4]
- Espen Klouman-Høiner : Jacob/Andreas
- Laura Birn : Anna
- Audun Hjort : Audun
- Mattis Herman Nyquist : August
- Rosa Salomaa : Tarjoilija
- Pihla Viitala : Helmi

## Distinctions

### Nominations
- Jussis : 
  - meilleure actrice (Pamela Tola) ;
  - Meilleur son (Micke Nyström)[1].